# Caluire-et-Cuire
Caluire-et-Cuire ist eine französische Gemeinde mit 43.479 Einwohnern (Stand 1. Januar 2022) in der Métropole de Lyon in der Region Auvergne-Rhône-Alpes. Caluire-et-Cuire gehörte bis 2015 zum Kanton Caluire-et-Cuire.

## Geografie

### Geografische Lage
Caluire-et-Cuire ist eine nördliche Vorstadt Lyons. Die Stadt liegt zwischen der Rhône, die die südöstliche Gemarkungsgrenze bildet und der Saône, die Caluire-et-Cuire im Nordwesten begrenzt.
Die Gemeinde grenzt im Süden an das Lyoner Stadtviertel La Croix-Rousse, im Westen an Collonges-au-Mont-d’Or, im Norden an Fontaines-sur-Saône, im Nordosten an Rillieux-la-Pape sowie im Südosten an Villeurbanne. An der Grenze zu Villeurbanne treffen die von der Rhône bei Jons abgezweigten Kanäle Canal de Miribel und der Canal de Jonage wieder zusammen.

### Stadtgliederung
Caluire-et-Cuire besteht aus folgenden Stadtvierteln:
| - Bissardon - Cuire-le-Bas - Cuire-le-Haut - Le Bourg | - Le Vernay - Montessuy - Saint-Clair - Vassieux |

## Bevölkerung
Die Einwohner von Caluire-et-Cuire heißen Caluirards. An der Einwohnerzahl gemessen ist sie die viertgrößte Gemeinde des Großraums Lyon, nach Lyon, Villeurbanne und Vénissieux.

### Einwohnerentwicklung
| Jahr                       | 1793  | 1821  | 1841  | 1861  | 1881  | 1901   | 1921   | 1936   | 1946   | 1962   | 1968   | 1975   | 1982   | 1990   | 1999   | 2006   |
| Einwohner                  | 2.500 | 2.773 | 4.705 | 8.774 | 9.740 | 10.926 | 12.882 | 15.760 | 17.592 | 25.754 | 37.603 | 43.041 | 41.931 | 41.311 | 41.233 | 41.418 |
| Quellen: Cassini und INSEE |       |       |       |       |       |        |        |        |        |        |        |        |        |        |        |        |

## Geschichte
Caluire und Cuire waren früher Kirchengemeinden der ehemaligen Provinz Franc-Lyonnais.

### Eingemeindungen
Die Gemeinde Caluire-et-Cuire wurde 1790 (offiziell 1797) gegründet. Sie entstand aus der Fusion der Gemeinde Caluire mit der Gemeinde Cuire, die früher Teil der Gemeinde Cuire-la-Croix-Rousse war.

## Politik

### Bürgermeister
2008 wurde Philippe Cochet von der UMP für eine sechsjährige Amtsperiode zum Bürgermeister gewählt.

### Wappen
Der Grund, die Fassaden und die gelben Schlösser weisen darauf hin, dass Caluire eine befestigte Stadt war. Die vier gelben Füllhörner auf blauem Grund zeigen, dass es früher zahlreiche Gemüsebauern in der Gegend gab. Deswegen war sie für die Versorgung der Stadt Lyon wichtig, was der goldene Löwe auf rotem Grund zeigt.

## Kultur und Sehenswürdigkeiten
- Le Radiant: Raum für Veranstaltungen

### Bauwerke
- Maison des Frères des Écoles: Fassaden und Dächer des Hauptgebäudes mit seinen zwei Flügeln sowie deren Kapelle
- Das sogenannte Haus «La Rivette»: Garten, Portal, Nymphäum sowie Fassaden, Dächer, große Teile des Erdgeschosses und die Kapelle des Gebäudes
- Mietshaus des Dr. Dugoujon
- Wasserwerk mit Pumpen und Becken Besonders sehenswert ist die Dampfmaschine vom Typ „Cornwall“.

## Wirtschaft und Infrastruktur
Die wichtigsten Unternehmen sind Perica, Rillieux, Securitas, Contitech-Anoflex, Apicil und ISS.

### Verkehr
Caluire-et-Cuire besitzt einen Anschluss an die Métro Lyon namens Cuire.

## Sport
Die Frauenfußballerinnen des SC Caluire Saint-Clair (seit 2011: Caluire FF 1968) haben die Stadt insbesondere in den 1970er und 1980er Jahren frankreichweit bekannt gemacht.

## Persönlichkeiten

### Söhne und Töchter der Stadt
- Buatier de Kolta (1847–1903), Zauberkünstler
- Benoît Bergeon (1870–1947), Politiker
- Jacques Roubaud (1932–2024), Dichter
- Victoria Sio (* 1985), Sängerin

### Persönlichkeiten, die vor Ort gewirkt haben
- Eugène Villon, Maler
- Abbé Pierre (1912–2007), katholischer Priester und Kapuziner, lebte hier in der rue Eugène Villon in den 1950er Jahren